# Muhand Amezyan
Muhend Saidi Amezyan (1964 à Midelt dans le Moyen Atlas au Maroc - ) est artiste peintre et calligraphe marocain engagé.
Il enseigne les arts plastiques dans un collège de sa ville natale.
En 2010, avec Lhoussain Azergui et Omar Derouich, il a publié aux Éditions Berbères à Paris Is nsul nedder? (Sommes nous toujours en vie ?), un livre réunissant trois pièces de théâtre en langue amazighe.

## Source
- Cet article est partiellement ou en totalité issu de l'article intitulé « Is nsul nedder? » (voir la liste des auteurs).